# 有机钼化学
有機鉬化學，是一門專門研究包含碳-鉬鍵的化合物（有機鉬化合物）的化學的學科，是有機金屬化學的分支。鉬、鎢這些較重的6族元素會生成與有機鉻化合物相似的有機金屬化合物，但通常鉬與鎢會有更高的氧化數。

## Mo(0)或更低價態的化合物
於六羰基鉬中，鉬是零價的，是很多衍生物的前體。它可以跟有機鋰試劑反應，生成酰基陰離子(anionic acyls)。此陰離子可以發生O-烷基化反應，生成Fischer卡賓。此外，六羰基鉬可以跟芳烴反應，生成具有鋼琴凳（piano stool）幾何構型的配合物，例如均三甲苯三羰基鉬。環庚三烯三羰基鉬可以跟三苯甲烷的鹽反應，生成環庚三烯基配合物。反應式如下：

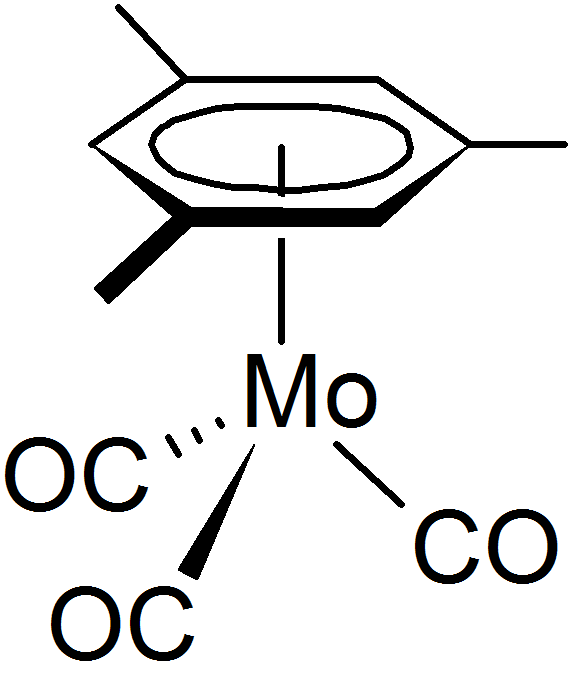
均三甲苯三羰基鉬的結構

{\displaystyle {\ce {(C7H8)Mo(CO)3 + (C6H5)3C+ -> [(C7H7)Mo(CO)3]+ + (C6H5)3CH}}}

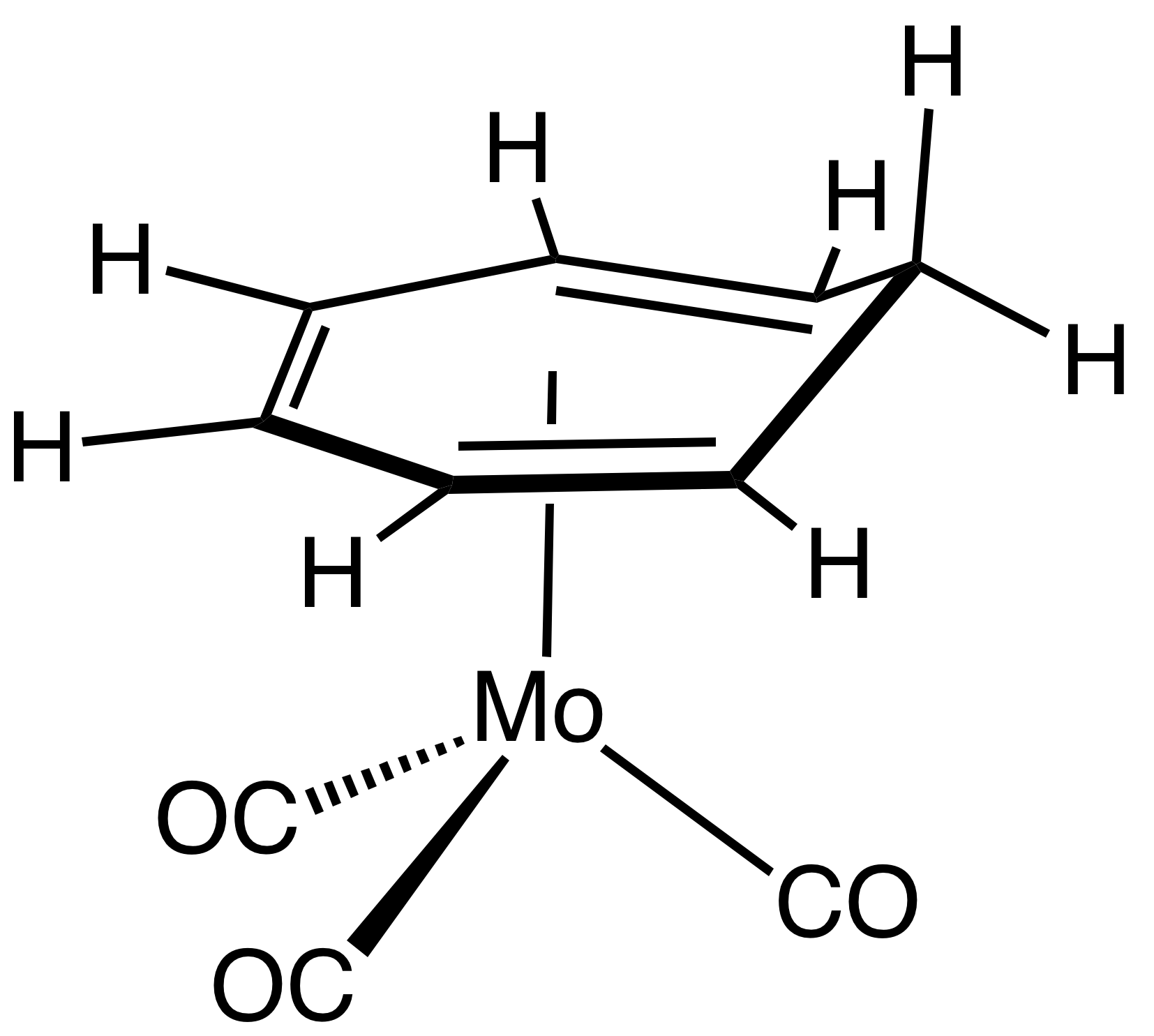
環庚三烯三羰基鉬的結構

六羰基鉬可被還原，生成 [Mo(CO)5]2−，其中鉬為負二價。
不含CO的零價鉬化合物比羰基化合物更具還原性，在動力學上亦更不穩定。

## Mo(II)的化合物
六羰基鉬的鹵化可製備鉬羰基鹵化物，它也可以用來製備其他化合物。同時，六羰基鉬和乙酸反應可以得到乙酸鉬(II)，反應中羰基被乙酸根取代，放出一氧化碳，鉬從零價氧化至正二價。反應式如下：
{\displaystyle {\ce {2 Mo(CO)6 + 4 HO2CCH3 -> Mo2(O2CCH3)4 + 12 CO + 2 H2}}}
乙酸鉬(II)跟甲基鋰反應可生成{\displaystyle {\ce {Li4[Mo2(CH3)8]}}}。

## Mo(IV)的化合物
二氯化二茂鉬、二氫化二茂鉬等化合物中，鉬是四價。

## Mo(V)、Mo(VI)的化合物
{\displaystyle {\ce {Mo(CH3)5}}}、{\displaystyle {\ce {Mo(CH3)6}}}以及{\displaystyle {\ce {[Mo(CH3)7]^-}}}是已知的物種。
用於烯烴複分解反應的施羅克催化劑内含Mo(VI)。然而，用施羅克標準的方法來製備這些催化劑是有問題的。下圖的物種17在室溫下是活潑的。
原本設計用來計量裂解氮的相關前體18有更多用途。實際上，當配合物18與二氯甲烷在甲苯中作用，主要生成配合物19與20。而當配合物18跟1,1-二氯乙烷反應，胺等極性基團可被運用，而這些基團是可以鈍化具有路易斯酸性的配合物，如 Schrock 配合物。基於這發現，Moore 和其他人嘗試以其他偕二氯烷烴作活化劑，以延長這些催化劑的壽命。加入鎂金屬可以將副產物氯化物重新轉化為反應物。同時，以對硝基苯酚等缺電子的配體取代原先配體，可以得到一個非常活潑的催化劑22。它在很多範疇都非常有效，尤其是在聚合物化學與材料科學兩個領域。此外，以三齒配體醇解配合物21，可延長化合物的壽命，亦可擴濶可用受體的範圍。
但即使配合物18有很多好處，它其實不僅對氧化與水解敏感，而且非常活潑，連氮氣分子都可以裂解，因此要小心使用。

## 應用
有機鉬化合物是可用作烯烴複分解、炔烴複分解反應的催化劑。
在考夫曼烯化反應中，三氯化鉬與甲基鋰反應生成一個配合物，將醛、酮轉變為亞甲基烯烴。